# 정아 이야기
《정아 이야기》는 1998년 1월 23일에 MBC에서 방영한 베스트극장이다.

## 줄거리
갑작스런 형 내외의 교통 사고로 혼자가 된 조카 정아(황채린 분)를 상훈(최철호 뷴)은 아내인 윤경(남주희 분)에게는 상의도 없이 집으로 데려 온다. 윤경과 상훈은 바쁜 시간을 쪼개 정아를 돌보려고 노력한다. 각자의 일터에 정아를 데려가 돌보고 놀이방에 맡겨가며 같이 살고자 노력한다. 하지만 서로의 일과 꿈이 소중한 그들은 정아를 제대로 돌볼 시간이 부족하다. 다툼이 일어나게 되고 결국 정아를 다시 시골에 데려다 주자는 말이 나오게 된다.

## 등장 인물

### 주요 인물
- 남주희 : 역
- 최철호 : 역
- 이낙훈
- 정혜선
- 최상훈
- 황채린

### 그 외 인물
- 권은아
- 양미경
- 박현숙
- 원창연
- 손영준
- 박정숙
- 노상림
- 정수형